# 龙首山城址
龙首山城址，位于中国吉林省吉林省辽源市龙首山公园内，为一个省级文物保护单位，类型为古遗址，公布时间为2007年5月31日。该文物保护单位由管理。
龙首山城址的历史年代为战国、唐。